# Witt (Illinois)
Pour les articles homonymes, voir Witt.
Witt est une petite ville du comté de Montgomery dans l'Illinois aux États-Unis. Elle est incorporée le 24 septembre 1898.

## Démographie
Lors du recensement de 2010, la ville comptait une population de 903 habitants. Elle est estimée, en 2016, à 861 habitants.

## Source de la traduction
- (en) Cet article est partiellement ou en totalité issu de l’article de Wikipédia en anglais intitulé « Witt, Illinois » (voir la liste des auteurs).